# Ausscheider
Ausscheider sind Personen oder Tiere, die nach einer durchgemachten, eventuell asymptomatischen Infektion über einen gewissen Zeitraum weiterhin infektiöse Erreger aus einem Herd innerhalb des Körpers über den Stuhl, Harn oder Speichel ausscheiden (bei Salmonella typhi zum Beispiel aus der Gallenblase). Sie können daher eine Ansteckungsquelle für die Allgemeinheit sein, auch ohne krank oder krankheitsverdächtig zu sein. Bei längerer Dauer der Zeitspanne einer Ausscheidung ohne Krankheitszeichen nennt man Ausscheider auch Dauerausscheider; abhängig vom weiteren Verlauf mit etwaigen Unterbrechungen unterscheiden zwischen anhaltender und vorübergehender Ausscheidung und spricht bei langem Zeitraum vom permanenten Dauerausscheider bzw. bei kürzeren Zeitspannen vom temporären Dauerausscheider.
Am bekanntesten sind dabei Dauerausscheider nach einer Typhus-Erkrankung. Derartige Dauerausscheider stellen ein hohes Infektionsrisiko dar. Daher ist der Umgang mit Dauerausscheidern im Infektionsschutzgesetz geregelt. So dürfen Dauerausscheider nicht in lebensmittelverarbeitenden Betrieben tätig sein. In der Regel werden Dauerausscheider antibiotisch saniert.
Dauerausscheider gibt es beispielsweise bei folgenden Erkrankungen:
- Typhus
- Paratyphus
- Diphtherie
- CMV